# Dan Christian Ghattas
Dan Christian Ghattas es un activista intersexual, autor y profesor universitario quién cofundó OII Europe en 2012 y es en el presente director ejecutivo. En 2013, escribió Human Rights between the Sexes (Derechos humanos entre los sexos), un primer análisis internacional comparativo de la situación de derechos humanos de  personas intersexuales.

## Carrera
En 2018, Ghattas fue nombrado primer director ejecutivo de OII Europe. Él fue anteriormente un profesor universitario y científico cultural.  Tiene un PhD en cultura medieval.

## Activismo
Ghattas comenzó a trabajar en derechos humanos de personas intersexuales en 2009. Al lado de Miriam van der Have,  se convirtió un copresidente de OII Europe, y más tarde en productor ejecutivo, hablando en acontecimientos en Europa, incluido el lanzamiento de un documento del Consejo Europeo sobre "Derechos humanos y personas intersexuales" en Montenegro. Ha proporcionado proficiencia a una amplia gama de instituciones, incluyendo el gobierno maltés, el Parlamento de la Unión Europea, la Oficina de la ONU del Comisario Alto para Derechos humanos y el Comité en los Derechos de Personas con Incapacidades.
Ghattas ha participado en los cuatro Foros Intersexuales Internacionales, y ha ayudado para iniciar el primer foro. En 2015, Ghattas se unió un consejo consultivo internacional para un primer fondo filantrópico: Fondo para los Derechos Humanos de Intersexuales establecido por el Astraea Lesbian Foundation for Justice.

## Trabajos
Ghattas ha escrito o ha colaborado en varios libros. Él es autor de Derechos humanos entre los sexos o Menschenrechte zwischen den Geschlechtern en su idioma original, publicado en inglés y alemán en 2013 por la Fundación Heinrich Böll. El informe está considerado como el primer análisis internacional comparativo de los derechos humanos de personas intersexuales; lo que ha revelado que las personas intersexuales son discriminadas en todo el mundo. En 2012, él fue coautor de un primer estudio a las vidas de personas trans en Alemania, titulado Studie zur Lebenssituation von Transsexuellen en Nordrhein-Westfalen.